# 디타 (가수)
디타(본명: 뿌스빠 아디탸 까랑,인도네시아어: Puspa Aditya Karang, 1996년 12월 25일 ~ )는 대한민국의 걸그룹 시크릿넘버의 멤버였다. 인도네시아 국적을 가진 최초의 케이팝 걸그룹 멤버이다.